# Ariel Donnet
Ariel José Donnet (Esperanza, Provincia de Santa Fe, Argentina; 23 de febrero de 1974) es un exfutbolista y actual director técnico argentino. Jugaba como lateral por derecha y su primer equipo fue Unión de Santa Fe, club donde también se retiró. 

## Trayectoria
En 2014 comenzó a trabajar en Santa Fe FC cumpliendo una doble función: ayudante de campo de Martín Mazzoni en el Torneo del Interior y entrenador del equipo de Liga Santafesina; mientras que en 2015 fue asistente de Martín Mazzoni en La Salle. A fines de ese año, el técnico dejó su cargo para irse a trabajar a las inferiores de Unión de Santa Fe y Ariel Donnet era señalado como su sucesor, sin embargo a él también le llegó el ofrecimiento de dirigir en las divisiones formativas del club que lo vio nacer y no dudó en aceptarla.
Tras la renuncia de Leonardo Madelón en 2016, la dirigencia decidió promover a Juan Pablo Pumpido para que se haga cargo del plantel profesional; esto le permitió a Ariel Donnet ser dirigir interinamente a la Reserva y luego sumarse al cuerpo técnico de Primera. Paralelamente, siguió al frente del equipo de Liga Santafesina y cerró el año consagrándose campeón.
El arranque de 2017 no fue el esperado y tras una serie de malos resultados (incluida la derrota en el clásico) Juan Pablo Pumpido presentó la renuncia. De todos modos no pasaría mucho tiempo sin trabajo, ya que a mitad de año arregló su llegada a Patronato de Paraná y nuevamente tanto Martín Mazzoni como Ariel Donnet formaron parte de su cuerpo técnico. El equipo paranaense hizo una campaña más que aceptable que le permitió salvarse del descenso, pero finalizado el torneo la base de desarmó, lo que derivó en un flojo inicio de la nueva temporada que le terminó costando el puesto al técnico y sus colaboradores. También acompañó a Pumpido en Alvarado de Mar del Plata.

## Clubes

### Como jugador
| Club                      | País      | Año       |
| ------------------------- | --------- | --------- |
| Unión de Santa Fe         | Argentina | 1993-1995 |
| Banfield                  | Argentina | 1995-1996 |
| Unión de Santa Fe         | Argentina | 1996-2001 |
| Independiente             | Argentina | 2001-2002 |
| Estudiantes de La Plata   | Argentina | 2002-2003 |
| Talleres de Córdoba       | Argentina | 2003-2004 |
| Unión de Santa Fe         | Argentina | 2004-2006 |
| Alvarado de Mar del Plata | Argentina | 2006      |

### Como asistente técnico
| Club                      | País      | Año       |
| ------------------------- | --------- | --------- |
| Santa Fe FC               | Argentina | 2014      |
| La Salle                  | Argentina | 2015      |
| Unión de Santa Fe         | Argentina | 2016-2017 |
| Patronato de Paraná       | Argentina | 2017-2018 |
| Alvarado de Mar del Plata | Argentina | 2019-2020 |

### Como entrenador
| Club                        | País      | Año  |
| --------------------------- | --------- | ---- |
| Santa Fe FC                 | Argentina | 2014 |
| Unión de Santa Fe (Reserva) | Argentina | 2016 |
| Unión de Santa Fe (Liga)    | Argentina | 2016 |